# Icona cultural

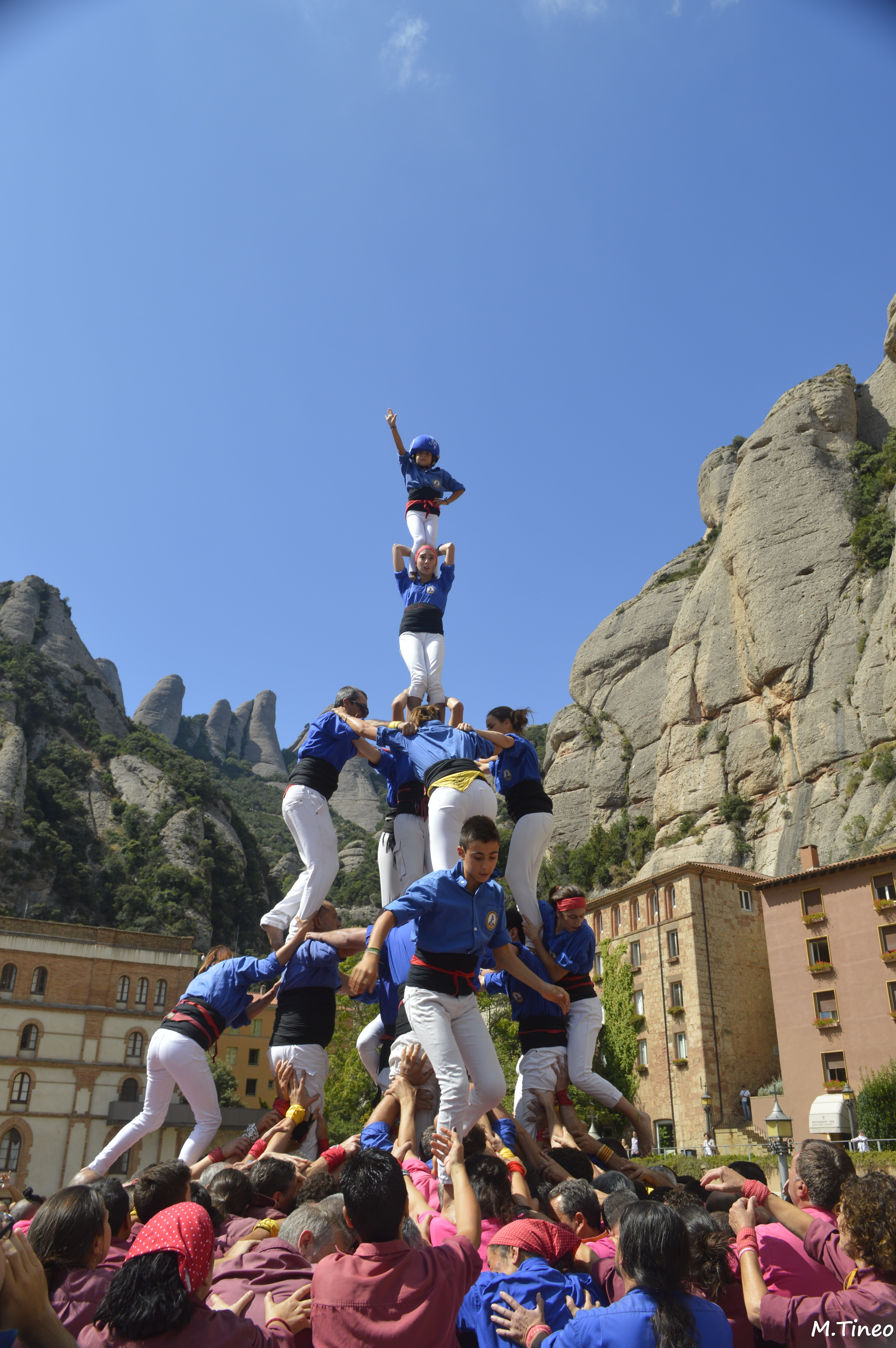
La Colla de Castellers d'Esplugues al Monestir de Montserrat

Una icona cultural és una persona o un objecte que els membres d'una cultura identifiquen com a representant d'aquesta. El procés d'identificació és subjectiu, i les icones es valoren en la mesura en què es consideren com un autèntic símbol d'aquesta cultura. Quan els individus perceben una icona cultural, la relacionen amb les seves percepcions particulars de la identitat social representada. Les icones culturals també es poden identificar com una representació autèntica de les pràctiques d'una cultura per una altra.
A la cultura popular i en altres llocs, el terme «icònic» s'utilitza per a descriure una àmplia gamma de persones, llocs i objectes. En l'àmbit català, elements com la Diada de Sant Jordi, el pa amb tomàquet, el Futbol Club Barcelona, la paella valenciana, la Balear o Núria Feliu han estat descrits pels mitjans de comunicació de masses com a icones culturals.

## Exemples

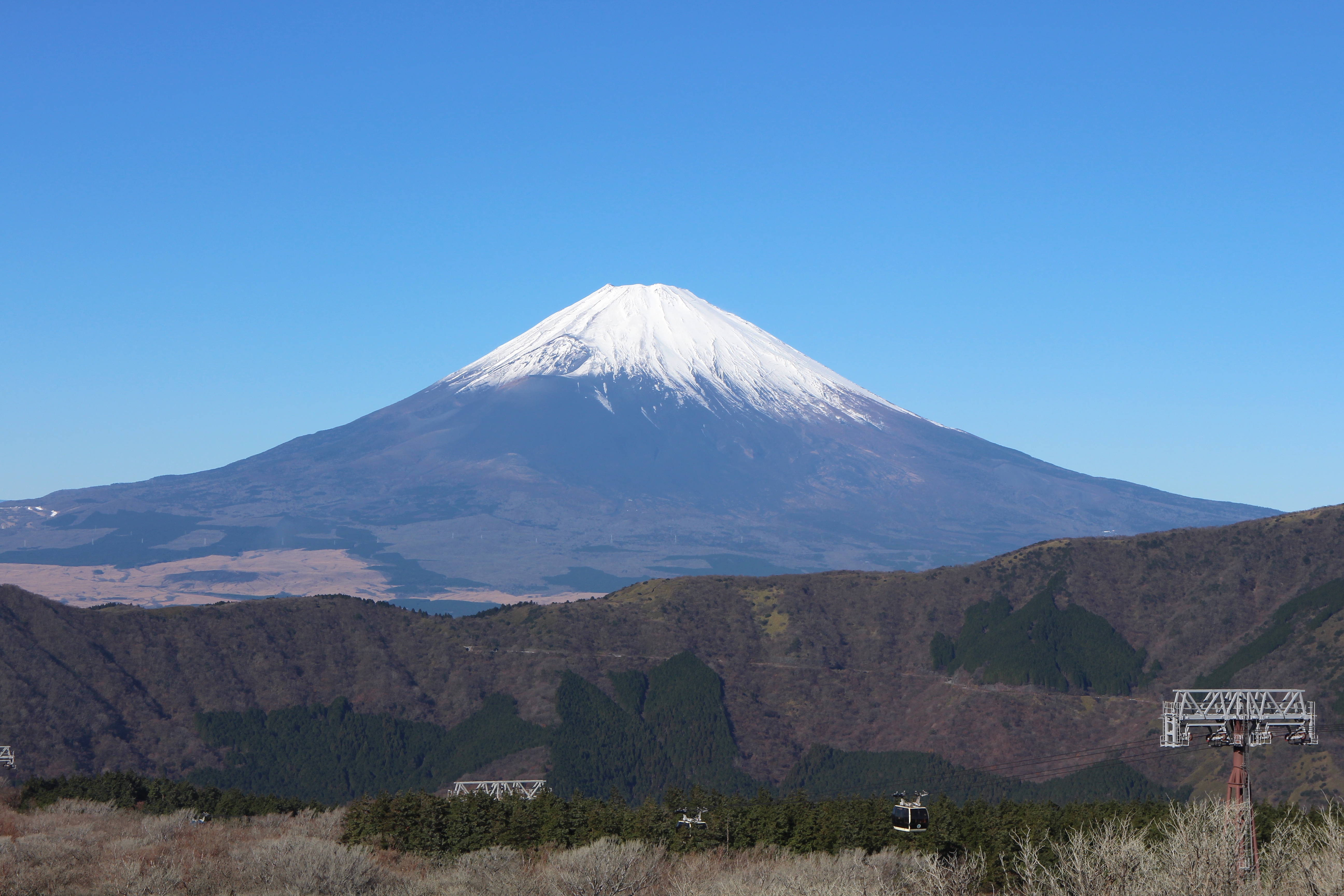
El mont Fuji s'identifica sovint com a icona cultural del Japó

Segons el Canadian Journal of Communication, en el món angloamericà la literatura acadèmica ha descrit com a «icones culturals», com a mostra: William Shakespeare, Oprah Winfrey, Batman, Anna de les Teules Verdes, els cowboys, la música pop de la dècada del 1960, Las Vegas, la nina Barbie, l'ADN i els New York Yankees. Les nines matrioxka són considerades internacionalment com a icones culturals de Rússia. A l'antiga Unió Soviètica, el símbol de la falç i martell i les estàtues de Lenin representaven les icones culturals més destacades del país.
Els valors, les normes socials i els ideals representats per una icona cultural varien entre les persones que s'hi subscriuen i, de manera més àmplia, entre d'altres que poden interpretar les icones culturals des de fora. Així, el pastís de poma és una icona cultural als Estats Units d'Amèrica, però la seva importància varia entre els estatunidencs.
Les icones culturals poden esdevenir objectius per a aquells que s'oposen o critiquen una forma de govern, per exemple, les multituds que assolen estàtues de Lenin a Europa de l'Est després de la dissolució de la Unió Soviètica o que cremen la bandera dels Estats Units per a protestar contra la seva política exterior. Les icones religioses també poden esdevenir icones culturals en societats on la religió i la cultura estan profundament lligades, com ara les representacions de la Madonna en societats amb una important tradició catòlica.